# الدحاريج (بعدان)

تعديل مصدري - تعديل

الدحاريج محلة تابعة لقرية المحجر، التابعة لعزلة المنار بمديرية بعدان إحدى مديريات محافظة إب في الجمهورية اليمنية، بلغ تعداد سكانها 21 حسب تعداد اليمن لعام 2004.